# スクラップアンドビルド
スクラップアンドビルド、またはスクラップ・アンド・ビルド（和製英語：scrap and build）とは、老朽化して非効率な設備や行政機構などを廃棄・廃止（スクラップ）した上で、新しい施設や設備、行政機構などに立て直す（ビルド）ことにより、設備・行政機構の効率化、集中化などを実現することを表す和製英語。日本の戦後の経済政策を説明する文脈等でよく用いられる。
対する概念としては、既存の設備や仕組みを壊さずに拡張するスケーラビリティがある。

## 概要
工場などの生産設備や行政機構などで、非効率的な設備や組織を廃棄して、新しい効率的なものに置き換えること。
小売業界では、老朽化した店舗や小規模店舗を閉店し、同じ商圏（または地域）内で、より大規模の新店舗に置き換えることを指す。
スクラップ・アンド・ビルドは和製英語であり、英語としては、意味が不明・文法的に不自然であり、そのままでは通じないか、誤解される可能性がある。

## 使用例

### 炭鉱
日本の炭鉱は、1960年代から事故への対策や輸入石炭との競合から採算性が悪化。
1962年（昭和37年）10月23日、政府が編成した石炭鉱業調査団は、抜本的な石炭政策の転換を図るためスクラップアンドビルド方式を答申した。老朽化した施設を有する炭鉱を閉山し新しい炭鉱への集約を行う施策に対し、全国52の炭鉱が無期限ストライキに突入したが流れを変えることができなかった（ストライキは同年12月8日に終了）。新炭鉱は、「スクラップアンドビルド」の語から「ビルド鉱」と呼ばれた。

### 行政組織
日本の行政組織は、予算や組織（ポスト）、天下り先の新設を行う場合、その肥大化を防ぐために、多くの場合は既存の予算や組織を廃止するが、これを「スクラップアンドビルド方式」と呼ぶ。

### 商業施設
日本の流通業においては、主にイオングループがこの手法を多く活用している。例として、自家用車で来店しにくい駅前立地の小型店や多層階の店舗を閉鎖して、郊外に大型で駐車場のあるショッピングセンターを建設し移転する手法がある。また、同一店舗を改築・改装する場合もある。
その結果として、ファスト風土が進んでいる傾向がある。
なお、ジョイフル本田はそれと反対の手法を採用しており、既存の施設を撤去せずに拡張している。